# تفاعل أكسدة زئبقية
تفاعل الأكسدة الزئبقية هو تفاعل كيميائي يستخدم في الكيمياء العضوية لتكوين كحولات طبيعية بدون إعادة ترتيب أي كاتيون كربوني.

## التفاعل
هذا التفاعل كالتفاعلات العضوية الأخرى حيث يقوم أيون الزئبق بعمل استقرار للجزيء ليمنع تكون الكتيون الكربوني وبالتالي يمنع إعادة الترتيب. وناتج التفاعل يتبع قاعدة ماركينيكوف.

تفاعل اختزال زئبقي

## اقرأ أيضاً
- تفاعل إعادة ترتيب
- قاعدة ماركونيكوف